# Bad Hersfelder Festspiele
De Bad Hersfelder Festspiele vinden jaarlijks plaats van midden juni tot begin augustus in Bad Hersfeld in de Duitse deelstaat Hessen. Het festival geniet landelijk bekendheid.

## In het begin
Nadat de stiftskerk van Hersfeld in 1761 bij een brand werd verwoest, was de sacraalbouw al tijdens de Sturm und Drang-periode evenementenplaats van feesten met muziek en koren en nu en dan voorkomende theatervoorstellingen, die werden georganiseerd door de burgers van Hersfeld. In de vormärz vonden in de ruïne politieke manifestaties en bijeenkomsten plaats.
Met de bouw van de kazerne (tegenwoordig een belastingkantoor) in 1864 werd het stiftsdistrict een kazerneterrein, aldus vonden er pas in 1871 weer voorstellingen plaats in de vorm van vaderlandse spelen en herdenkingsplechtigheden ter gelegenheid van sedantag. In de daarop volgende jaren werden ook romanhandelingen van Gustav Freytag en Ernst von Wildenbruch georganiseerd. Verder waren er vroege filmvoorstellingen (praxinoscoop), bijvoorbeeld over de redding van Hersfeld door overste Johann Baptiste Lingg in 1807.
Door deze amateurspeltraditie probeerde de directeur van het Hersfelder gymnasium, Konrad Duden, in 1896 het volksfestival leven in te blazen. Dit mislukte weliswaar, maar door dit initiatief werd in 1902 de Festspielverein Hersfeld e. V. opgericht. Deze vereniging bracht stukken met een regionaal verband tot de opvoering, die alleen voor de stiftsruïne waren geschreven, zoals Bruder Lolls, Der Abt von Hersfeld, maar ook onafhankelijk van de vereniging het stuk Vitalisnacht in 1928. Tijdens deze periode ontdekte muziekpedagoog Alfred Fischer van het gymnasium de goede akoestiek in de stiftsruïne en bracht van 1919 tot 1939 in totaal dertien keer het muzikale melodrama Das Hexenlied op het podium. Het melodrama ensceneerde hij voor de avonduren met fakkelverlichting. Fischer bracht Die Jahreszeiten (1919), Die erste Walpurgisnacht (1927) en Die Schöpfung (1932) ter opvoering. Door de zich ontwikkelende kuuractiviteiten werd de ruïne ook voor concertvoorstellingen gebruikt.
De jaren 1930 werden gekenmerkt door geheimzinnige vaderlands- en plateauspelen. Zo werd ter gelegenheid van het stadsjubileum in 1936 het stuk Der Heilige Grund opgevoerd. In mei 1936 bracht de intendant Franz Ulbrich Faust I voor 3000 toeschouwers ter opvoering. In augustus 1936 ensceneerde Ulbrich nog delen uit Faust I en II. De opvoeringen in dit jaar werden reeds als Festspiele geklasseerd, waarbij ook een groep Berlijnse  acteurs meedeed. Het stuk Die Stunde des Kaisers vond plaats met acteurs uit Berlijn en München.
Tijdens de jaren 1940 waren er wegens de oorlog geen theatervoorstellingen meer in het stift. Maar na enkele maanden na het einde van de oorlog begon het culturele leven in de stad weer opnieuw. In de stadshal waren concerten en van 1946 tot 1948 was hier het Staatstheater Kassel permanent te gast. In 1947 werd de stiftsruïne gebruikt voor kerkdiensten in de buitenlucht en in september 1949 vond een Goethe-activiteitenweek plaats ter gelegenheid van de 200e verjaardag van Goethe, die door een paar cultuur-belangstellende burgers werd geïnitieerd. Deze activiteitenweek telt als de geboortedag van de nog heden plaatsvindende spelen.

## De Festspiele over de jaren

### 1951 tot 1959
In 1951 werd de Salzburger Johannes Klein als intendant gecontracteerd. Hij was leerling van Max Reinhardt. Klein en de vereniging Gesellschaft der Freunde der Stiftsruine stichtten de Festspiele naar het voorbeeld van de mysteriespelen van Salzburg. Klein kende zijn opvoeringen extra dramatiek toe, doordat hij de atmosfeer van de stiftsruïne gebruikte in de avondschemering. Tot in het midden van de jaren 1960 was het gebruikelijk om na een opvoering de ruïne behoedzaam en zonder applaus te verlaten.
Klein gebruikte zijn connecties met Salzburg en haalde vervolgens de acteurs Lil Dagover, Paula Wessely, Hannsgeorg Laubenthal, Albin Skoda, Attila Hörbiger, Elisabeth Flickenschildt, Birgit Nilsson en Ida Ehre naar het grootste plankenpodium in Duitsland.
Sinds 1952 vinden de Festspiele plaats onder het beschermheerschap van de bondspresident en werden in dit jaar geopend door Theodor Heuss. In 1954 hield hij in de stiftruïne een toespraak ter gelegenheid van de 25e sterfdag van Hugo von Hofmannsthal. De eerste opera Fidelio vond plaats in 1953. In 1954 werden voor de eerste keer vier opvoeringen gespeeld. In 1957 werd Romeo en Julia uitgezonden door de Duitse, Zwitserse en Oostenrijkse televisie. In 1958 opende Willy Brandt de Festspiele en in 1959, het laatste jaar van Kleins intendantschap, bezocht Winifred Wagner de Festspiele.

### 1960 tot 1965
Vanaf 1960 nam Hollywood-regisseur William Dieterle het intendantschap over. Hij haalde onder andere Bettina Feddersen, Hilde Krahl, Ruth Niehaus, Erika Pluhar, Witta Pohl en Klausjürgen Wussow naar Bad Hersfeld. Heinrich Lübke opende in 1960 de Festspiele en bezocht deze in 1961 en 1963.
Dieterle bracht in 1961 met Een Midzomernachtdroom van William Shakespeare het eerste blijspel op het podium. Het was echter nog steeds traditie om niet te lachen of te klappen in de stiftsruïne.
Sinds 1962 werd de Hersfeld-prijs jaarlijks door de stad Bad Hersfeld aan acteurs toegekend.

### 1966 tot 1975
Met het aantreden van Ulrich Erfurth (leerling van Gustaf Gründgens) in 1966 als intendant, werd de traditie om zonder lachen en klappen de stiftsruïne te verlaten, beëindigd.
Erfurth bereikte met de komedie Was ihr wollt van Shakespeare met Theo Lingen een groot succes. In 1969 nam Gustav Heinemann het beschermheerschap over en in 1975 met het 25-jarig jubileum van de Festspiele, werd aan Erfurth het Bundesverdienstkreuz verleend.
In deze jaren kon men op het podium van de stiftsruïne Theo Lingen, Götz George, Walter Giller, Volker Lechtenbrink, Karlheinz Böhm, Gerlinde Locker, Nicole Heesters en Will Quadflieg bewonderen.

### 1976 tot 1981
De intendant Günther Fleckenstein van het Deutsche Theater in Göttingen aanvaardde vanaf 1976 de leiding van de Festspiele. In 1977, het sterfjaar van Carl Zuckmayer, hield Fleckenstein een toespraak over Zuckmayers werk en een in het kader van de Festspiele georganiseerde Zuckmayer-expositie werd geopend door Zuckmayers vrouw Alice Herdan. In 1978 opende bondsraadspresident Gerhard Stoltenberg de Festspiele. Er werden Festspiel-concerten georganiseerd en exposities, straattheater, pantomime, matinees, jazz-avonden en kindertheater maakten van de Festspiele een belevenis die in de hele stad werd gevierd. In zijn afscheidsjaar in 1981 bracht Fleckenstein met De man van La Mancha voor de eerste keer een musical op het podium.
Tijdens deze periode speelden hier Mario Adorf, Günter Strack, Friedrich Schütter, Frank Hoffmann en Sigmar Solbach.

### 1982
In 1982 werd Reinhold Olszewski intendant van de Festspiele. Zijn inbreng was volgens Olszewski het hoogtepunt van zijn carrière. Hij kwam uit Santiago, waar hij lange tijd als intendant voor het daar aanwezige theater werkte. Hij overleed in 1982 aan de gevolgen van kanker, kort na zijn eerste seizoen in Bad Hersfeld.

### 1983
In 1983 werd de cabaretier, acteur en regisseur Hans Gerd Kübel waarnemend leider van de Festspiele. In mei 1983 demonstreerden 5000 mensen in de stad tegen een reünie van soldaten van de Waffen-SS. Tot de initiatiefnemers van het protest behoorde ook het gezelschap van de Bad Hersfelder Festspiele.

### 1984 tot 1987
Karl Vibach, jarenlang theaterleider van de schouwburg in Lübeck en bij het Theater des Westens, aanvaardde van 1984 tot 1987 de leiding over de Festspiele als intendant. De musicalspecialist bracht in 1985 de musical Anatevka met groot succes op het podium. De vice-intendant Jochen Schmidt stichtte vanaf 1986 het openluchttheater Schloss Eichhof, dat sindsdien het tweede podium is van de Festspiele.
Toentertijd speelden hier onder andere Wolfgang Reichmann en Folkert Bohnet.

### 1988 tot 1994
De tot dan toe succesvolste intendant Peter Lotschak begon met zijn werkzaamheden in 1988 in de stiftsruïne. Het hoogtepunt tijdens deze periode waren De koopman van Venetië, Cyrano de Bergerac en met het Theatre National de Challiot Antigone in een uitvoering van Martin Walser en Edgar Selge. Met de musical Hair bracht Lotschak de flair van Broadway in de ruïne. In 1994 beëindigde Lotschak voorlopig zijn werk in Bad Hersfeld.
Maast vele anderen kon men in deze tijd Hanna Burgwitz, Kurt Böwe, Hannes Granzer, Meike Harten, Anita Lochner en Karl-Heinz Martell op het podium bewonderen.

### 1995 tot 1997
In 1995 aanvaardde Volker Lechtenbrink de leiding. Hij bracht Koning Lear en de musical Cabaret op het podium. Ook het stuk Die Rattenfänger van Carl Zuckmayer was een hoogtepunt in deze periode. Hij nam afscheid in 1997 met het experiment The Rocky Horror Show in de ruïne.
Het kindertheater werd sinds 1996 in de ruïne opgevoerd. De aanvang maakte het sprookje Der Räuber Hotzenplotz van Otfried Preußler, dat niet alleen bij kinderen goed aankwam.
Toentertijd speelden hier Pia Douwes, Caroline Beil, Günter Heck, Ralf Novak, Witta Pohl, Julia Richter, Hannes Wader, Jens Wawrczeck en Ralf Wolter.
In 1995 voerde Lechtenbrink de publieksprijs van de Festspiele in.

### 1998
In 1999 aanvaardde Ingo Waszerka de leiding. Hij arrangeerde de musical The Black Rider van Robert Wilson, Tom Waits en William S. Burroughs. Op het podium bracht hij ook Die Tragödie von König Richard III en Die Verschwörung des Fiesco zu Genua. Waszerka nam wegens meningsverschillen met de stad reeds in 1999 afscheid.
Hij bracht naast vele anderen ook Ilja Richter, Jürgen Mikol, Roland Schäfer, Albert Kitzl en Karl Kranzkowski op het podium.

### 1999 tot 2005
In 1999 aanvaardde Peter Lotschak wederom de leiding. Hij bracht de musical Evita op het podium, met Helen Schneider in de hoofdrol. Het is de tot nu toe succesvolste opvoering van de Festspiele.

### 2006 tot 2009
De Weense Elke Hesse werd in 2006 intendante. Ze liet onder andere Faust opvoeren, waarin Mephisto werd gespeeld door Rufus Beck. Verder trad Axel Prahl op als Mackie Messer in de Driestuiversopera. In 2007 stond Faust II, Les Miserables en Wie es euch gefällt op het programma. In 2007 werd ook de nieuwe speellocatie in de kelder van het Grebe Hausrat & Eisenwaren Geschäft geopend met Frankensteins Monster. In 2008 werd op het grote podium Die Jungfrau von Orléans, Jekyll & Hyde, Romeo en Julia gespeeld, terwijl op het kleine openluchtpodium in Schloss Eichhof Minna von Barnhelm werd gespeeld. In Hesses laatste speeltijd in 2009 werd een nieuwe dramatisering van Odyssee, West Side Story, Das Käthchen von Heilbronn en in Schloss Eichhof Pension Schöller getoond.
In 2008 opende bondpresident Horst Köhler de Festspiele. Na het seizoen 2009 maakte hij bekend, dat hij het beschermheerschap van de Festspiele neerlegde. Hij beëindigde hiermee na 57 jaar een traditie.

### 2010 tot 2014
Van 2010 tot 2014 aanvaardde Holk Freytag de rol van intendant. Onder zijn leiding werd het kinderstuk een musical voor de hele familie. Het jungleboek was als eerste opvoering van dit genre in 2011 zo succesvol in de stiftsruïne, dat het in 2012 weer werd opgenomen. In 2013 werd De storm van Shakespeare voor de hele familie met kinderen vanaf zes jaar opgevoerd. In 2014 ensceneerde Tobias Bungter samen met Laura Quarg Don Quichot in de stiftruïne.
Holk Freytag kon bovendien de acteur en regisseur Volker Lechtenbrink weer voor de Festspiele winnen. Hij speelde in de zomer van 2012 Koning Lear en ensceneerde in 2013 De drie musketiers in de stiftsruïne.
Voor de speeltijd 2014 kon hij de actrices Gerit Kling en Marie-Therese Fütterknecht contracteren voor het Schiller-drama Maria Stuart. De succesroman Die Wanderhure vierde in Bad Hersfeld het podiumdebuut.
Freytag werd in juli 2014 op staande voet ontslagen door het college van B & W van Bad Hersfeld. Het ontslag was de uiteindelijke escalatie van een door burgemeester Thomas Fehling gevoerde machtsstrijd. De essentie van deze onenigheid waren verschillende voorstellingen betreffende het budget van de Festspiele. Tussentijds werd Freytag echter gerehabiliteerd en heeft onder de nieuwe intendant Dieter Wedel de opvoering van Kleists Der zerbrochene Krug aanvaard.

### Sinds 2015
Voor de Festspiele van 2015 tot 2018 werd Dieter Wedel als intendant gecontracteerd. Hij liet de toeschouwerstribune en techniek in de stiftsruïne vernieuwen en extra in- en uitgangen maken voor meer veiligheid, comfort en een pauze tussen de opvoeringen. Het park werd verlicht en met gastronomische suggesties uitgebreid. 
In juni 2015 werden de 65e Festspiele door minister-president Volker Bouffier van Hessen geopend. Het openingsstuk was de door Wedel geregisseerde Komödie der Irrungen met Cosma Shiva Hagen, Sonja Kirchberger, Mathieu Carrière en Heinz Hoenig. Met Sommernachtsträumereien werd voor de eerste keer een theaterstuk in het park opgevoerd. Naast beroepsacteurs als André Eisermann en Markus Majowski werkten meer dan 40 acteurs mee. Verdere stukken waren Der zerbrochene Krug met Nina Petri en de musical Cabaret met Helen Schneider en Judy Winter. Op de binnenplaats van Schloss Eichhof werden Verführen Sie doch bitte meine Frau! en Der Datterich met Helmut Markwort opgevoerd. Ook opgevoerd werd het kinderstuk Die Eule van Franziska Reichenbacher naar het sprookje van de Gebroeders Grimm.
De schatting lag bij 88% (77.500 toeschouwers) en de omzet was voor de eerste keer  zes miljoen euro. Door onvoorziene uitgaven en de investeringsstremming van de voorgaande jaren ontstond een tekort van 175.000 euro (minder dan 3% van het totaalbudget van zes miljoen euro).
Enkele regeringsfracties eisten tijdens de gemeenteraadsvergadering in november 2015 een inspectie van het tekort en daarmee een feitelijke blokkade van de begroting, zodat op de volgende dag alle planningen voor de periode 2016 werden stopgezet. Na de veiligstelling van de financiën werden de geplande stukken in november 2015 bekend gemaakt: Hexenjagd, Krabat, Der Kredit en voor de eerste keer de musical My Fair Lady, maar ook heropnamen van Cabaret en Sommernachtsträumereien.
De Festspiel-zomer van 2016 werd met uitverkochte concerten van Johannes Oerding en Radio Doria geopend. In juni 2016 vierde Hexenjagd première. Tot het gezelschap behoorden Elisabeth Lanz, Richy Müller, Motsi Mabuse, André Hennicke en Horst Janson. Jasmin Tabatabai was met filmsequenties, die werden getoond op een videowand, in het stuk geïntegreerd. De schatting lag rond de 90%.
In Krabat speelden naast Anton Rubtsov, Peter Englert en Robert Joseph Bartl meer dan 100 kinderen en jeugdigen mee, waaronder ook vluchtelingen. Franziska Reichenbachers regiedebuut Die goldene Gans werd opgevoerd in een theatertent, op de speelwei Der Kredit van Jordi Galceran en Sommernachtsträumereien in een heropname. In Schloss Eichhof waren Unsere Frauen van Éric Assous en Laurel en Hardy van Tom McGrath te zien onder slechte weersomstandigheden.
Alle voorstellingen van de musical My Fair Lady met Sandy Mölling, Cush Jung en Ilja Richter waren reeds lang voor de première uitverkocht. De schatting lag bij 99%. Het contract van Wedel werd ondanks een tot april 2017 berekend tekort van 348.000 euro tot 2022 verlengd.
Nieuwe uitvoeringen van de 67e periode (2017) waren Martin Luther – Der Anschlag, Titanic – Das Musical, Die 39 Stufen en voor kinderen Het dappere snijdertje. Heropgenomen werden Hexenjagd en de musical My Fair Lady. Net als in oktober 2017 bekend werd gemaakt, stond over de meer dan 100.000 bezoekers, een schatting van bijna 100% en een recordbudget van 7,8 miljoen euro een tekort van 600.000 tegenover. De verantwoordelijken spraken over een systeemfout.

## Opera-Festspiele in de stiftsruïne
Sinds 1980 worden door de meermaals onderscheiden  Siegfried Heinrich en de Arbeitskreis für Musik e. V. jaarlijks twee tot drie opera's opgevoerd. De opvoeringen vinden plaats in augustus, na de Bad Hersfelder Festspiele. Hoogtepunten waren Salome van Richard Strauss, Fidelio van Ludwig van Beethoven en Die Zauberflöte van Wolfgang Amadeus Mozart. Naast de fameuze solisten treden samen op: het Hersfelder Festspielkoor, leden van het Frankfurts en Marburgse concertkoor en het Posens Bachkoor. Sinds 2009 spelen de Virtuosi Brunenses.